# Matabelelândia

Matabelelândia

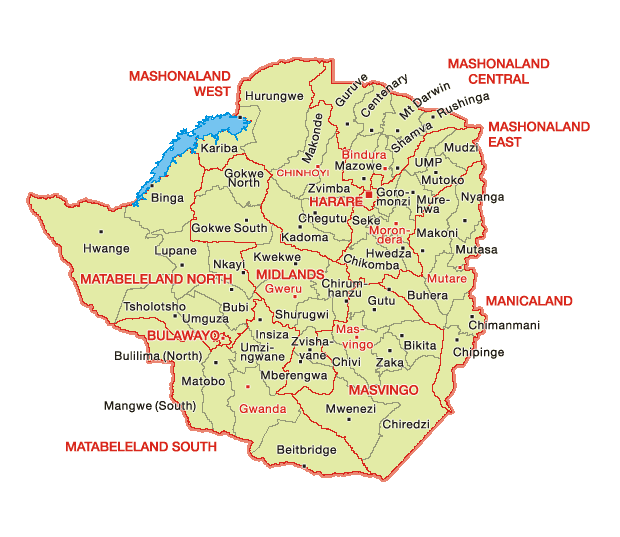
Mapa do Zimbábue

Matabelelândia (em língua andebele setentrional: Nyika yeMatebele) é uma região histórica localizada no sudoeste do Zimbábue. Hoje dividida em três províncias (Matabelelândia Norte, Bulavaio e Matabelelândia Sul), está situada entre os rios Limpopo e Zambeze.
A região tem o nome de seus habitantes, o povo matabele (ou andebele setentrional). Outros grupos étnicos que habitam partes de Matabelelândia incluem os tsongas, calangas, vendas, nambyas, coissãs, xossas, sotos e tsuanas. A população de Matabelelândia é pouco mais de 20% do total do Zimbábue. O povo matabele é uma minora étnica impotante no Zimbábue, e foi fundamental na construção do nacionalismo do país, fato que leva atualmente ao surgimento de movimentos políticos que pedem autodeterminação da Matabelelândia.
A maior cidade da região é Bulavaio; outras cidades notáveis são Plumtree, Victoria Falls, Beitbridge, Maphisa, Esigodini, Hwange e Gwanda. A terra é particularmente fértil, mas seca. Esta área possui depósitos de carvão e ouro. As indústrias incluem a mineração industrial do ouro e outros metais e de engenharia. Houve um declínio nas indústrias nesta região em função do racionamento da água ocorrida pela escassez de chuvas. As promessas do governo de prover água para a região através do Projeto de Água Matabelelândia-Zambeze não foram cumpridas, continuando a escassez de água.

## História

### Império Rozui
Por volta dos séculos X e XI, os calangas de língua banta chegaram do sul e se estabeleceram em Mapungubwe nos vales dos rios Limpopo e Shashi. Mais tarde, eles se mudaram para o norte, para o Grande Zimbábue. Por volta do século XV, os povos calangas havia estabelecido o forte Império Rozui (ou Rozvi) centrado nas localidades de Cami, Danangombe e Naletale, sob um poderoso governante chamado Dlembeu. Este império foi dividido no final do século XV e posteriormente conquistado pelos povos angunes.

### Reino Mutuacazi

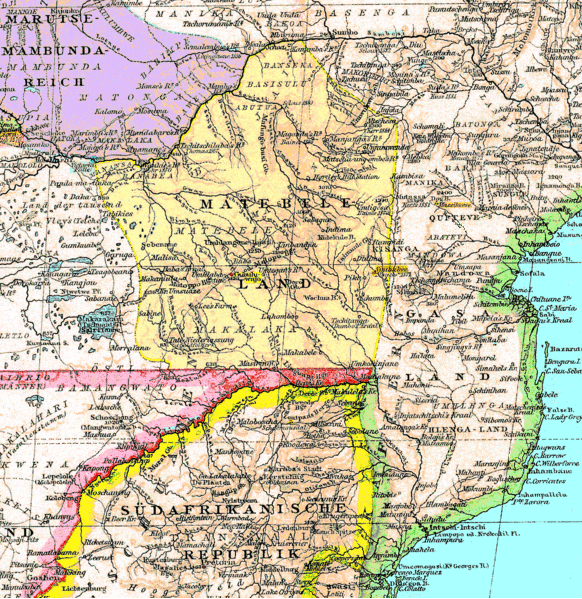
Matabelelândia

No final da década de 1830, o general Mzilikazi liderou uma grande migração de grupo de angunes, composta principalmente pelo clã cumalo dos zulus, conquistando povos tributários do Império Rozui, e depois derrotando particularmente os calangas. Os calangas que viviam mais ao norte de Francistown, portanto próximos da atual Bulavaio, foram absorvidos aos cumalos, formando os matabeles, e criando um poderoso Estado chamado Reino Mutuacazi (também chamado de Reino Matabele ou Reino Andebele-Mthwakazi).
Em 1840, o Reino Mutuacazi tinha fundado um extenso império, com domínio sob uma zona conhecida como Matabelelândia, tornando tributária toda a região da Maxonalândia.
Nesta época as potências europeias se interessavam cada vez mais pela região. Em 1852, o governo bôer do Transvaal fez um tratado com Mzilikazi para reconhecer o domínio do Reino Mutuacazi sobre a Matabelelândia, interessado na exploração da Maxonalândia, mais ao leste e nordeste. Esta área, habitada pelo clã zezuru dos xonas, era resquício do Império Monomotapa. Mzilikazi morreu em 9 de setembro de 1868, perto de Bulavaio. Seu filho, Lobengula, o sucedeu como rei. Em troca de riquezas e armas, Lobengula faz várias concessões aos britânicos, mas só vinte anos mais tarde é que a mais proeminente delas, a Concessão Rudd de 1888, deu a Cecil Rhodes direitos minerais exclusivos em muitas das terras a leste do território central sob domínio de Lobengula. Já se sabia da existência do ouro, mas, com a Concessão Rudd, em 1889 Rhodes foi capaz de obter uma Carta Real para formar a Companhia Britânica da África do Sul.

### Companhia Britânica da África do Sul
Em 1890, Rhodes enviou à região uma milícia, conhecido como Coluna dos Pioneiros, onde fundaram o Forte Salisbúria (hoje Harare) na zona da Maxonalândia. Em 1891, uma Ordem do Conselho Privado do Reino Unido declarou os protetorados de Matabelelândia e Maxonalândia como terras britânicas. Rhodes tinha interesse na expansão contínua dos assentamentos brancos na região. Com a cobertura de um mandato legal, em 1893 ele fez um ataque brutal contra os xonas perto do Forte Victoria (agora Masvingo) como pretexto de prevenir um ataque ao reino de Lobengula. Também em 1893, uma concessão atribuída a Sir John Swinburne, conhecida como Terras das Concessões de Tati, foi separada da Matabelelândia e passou a ser administrada pelo Comissário Geral Britânico Residente no Protetorado da Bechuanalândia, ao qual o território foi formalmente anexado em 1911 e permanece como parte da moderna Botsuana.

### Primeira Guerra de Matabele

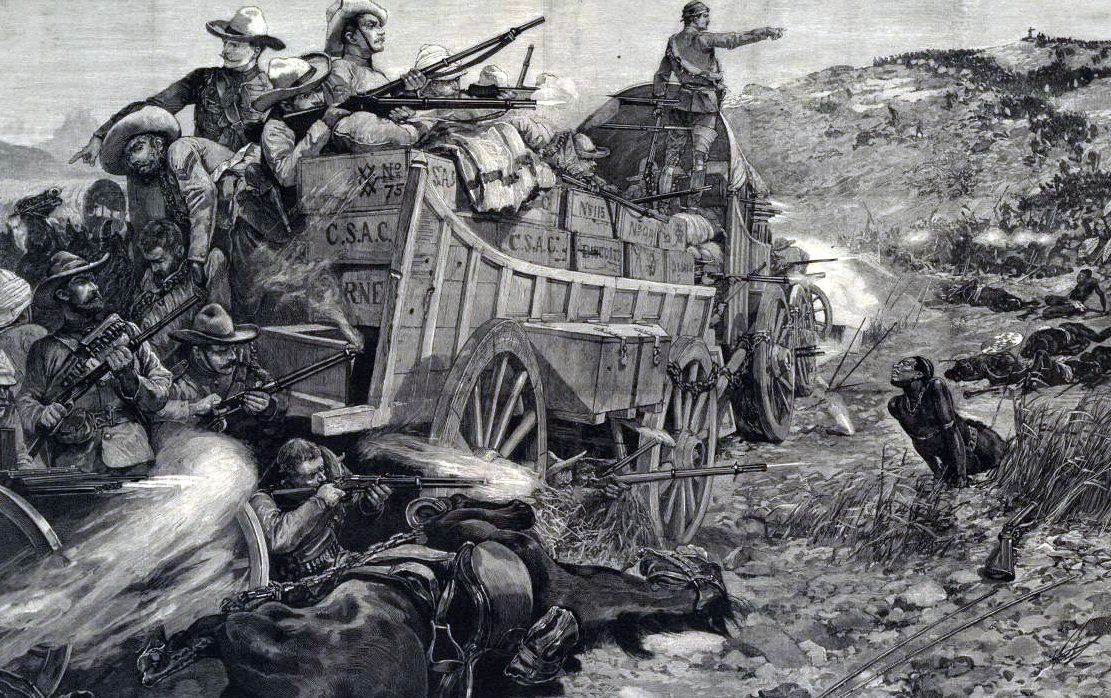
Batalha de Shangani entre os soldados britânicos e os matabeles. Ilustração de Richard Caton Woodville feita em 1893.

A Primeira Guerra de Matabele, conflito decisivo para a colonização branca, foi travado inicialmente em 1º de novembro de 1893, quando um forte de carros (laager) foi atacado em terreno aberto perto do rio Bembesi pelos regimentos Imbizo e Ingubo, do Exército Matabele. O forte de carros compunha-se de 670 britânicos soldados, 400 dos quais estavam montados, acompanhados de uma pequena força de aliados nativos, e lutou contra forças Imbizo e Ingubo, que foram calculados por Sir John Willoughby com um total 1 700 guerreiros. O forte de carros tinha consigo 5 canhões Maxim, 2 canhões de sete libras, 1 canhão Gardner e 1 canhão Hotchkiss. As metralhadoras Maxim tomaram o centro do terreno e dizimaram a força nativa na Batalha do Shangani.
Embora as forças de Lobengula totalizassem 80000 lanceiros e 20000 guerreiros armados com carabinas, contra menos de 700 soldados da Polícia Britânica da África do Sul, os guerreiros matabeles não estavam equipados para competir com as metralhadoras britânicas. Leander Starr Jameson enviou suas tropas a Bulavaio para tentar capturar Lobengula, mas o rei escapou e deixou Bulavaio em ruínas para trás.
Uma tentativa de submeter o rei e suas forças levou ao desastre da Patrulha Shangani, quando um único matabele impi derrotou uma patrulha da Companhia Britânica da África do Sul liderada pelo Major Allan Wilson no rio Shangani em dezembro de 1893. Sobreviveram Frederick Russell Burnham e dois outros soldados, que mandaram buscar reforços, porém o restante do destacamento foi cercado e eliminado. Este incidente teve uma influência duradoura no nacionalismo de Matabelelândia e no espírito de resistência. As tropas colonizadoras que morreram nesta batalha estão enterradas em Matobo Hills junto com Jameson e Cecil Rhodes.
Lobengula morreu em janeiro de 1894, em circunstâncias misteriosas; em poucos meses, a Companhia Britânica da África do Sul controlou a Matabelelândia, e a colonização britânica avançou ainda mais.

### Segunda Guerra de Matabele
Em março de 1896, os matabeles se revoltaram contra a autoridade da Companhia Britânica da África do Sul no que agora é celebrado no Zimbábue como a Primeira Chimurenga, ou seja, a Primeira Guerra da Independência. Umlimo, o carismático líder religioso matabele, instigou a rebelião contra o domínio branco.
O chamado de Umlimo para a batalha foi oportuno. Apenas alguns meses antes, o Administrador Geral da Companhia Britânica da África do Sul para Matabelelândia, Leander Starr Jameson, havia enviado a maioria de suas tropas e armamentos para lutar contra a República do Transvaal no malfadado "ataque de Jameson". Isso deixou a segurança do país em desordem. Em junho de 1896, os xonas também entraram na guerra, mas permaneceram principalmente na defensiva. Os britânicos enviariam imediatamente tropas para suprimir os matabeles e os xonas, mas levaria meses e custaria muitas centenas de vidas antes que o território caísse novamente sob domínio colonial. Pouco depois de saber do assassinato de Umlimo nas mãos do batedor americano Frederick Russell Burnham, Cecil Rhodes caminhou desarmado para a fortaleza dos matabeles em Matobo Hills e persuadiu os impis a depor as armas, encerrando assim a guerra em outubro de 1896. Matabelelândia e Maxonalândia continuariam apenas como províncias do grande estado da Rodésia.

### Local de nascimento do escotismo

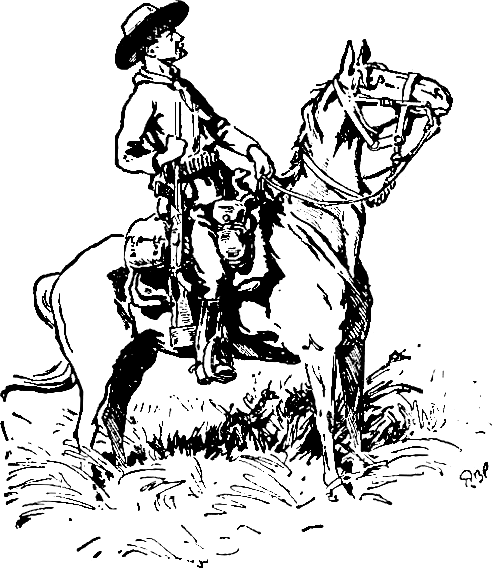
Esboço de Baden-Powell do Chefe dos Escoteiros Burnham, Matobo Hills, 1896.

Foi em Matabelelândia, durante a Segunda Guerra de Matabele, que Robert Baden-Powell, que mais tarde se tornou o fundador do Movimento Escoteiro, e o jovem Frederick Russell Burnham, o chefe dos escoteiros do Exército Britânico nascido nos Estados Unidos, se conheceram e começaram sua amizade para toda a vida. Baden-Powell já havia, em 1884, publicado um livro chamado "Reconhecimento e Escotismo". Em meados de junho de 1896, enquanto explorava as Colinas Matobo, Burnham passou para Baden-Powell aspectos da arte em madeira ele havia adquirido na América, e foi durante este tempo com Burnham que talvez as sementes foram plantadas para o programa e o código de honra eventualmente cristalizado em Baden-Powell de 1899 "Aids to Scouting for NCOs and Men" e seu posterior (1908) "Escotismo para meninos", que foi escrito após sua experiência de quão úteis e confiáveis os meninos em Mafeking tinham sido. Praticada por homens da fronteira do Velho Oeste americano e povos indígenas das Américas, a arte em madeira era geralmente desconhecida dos britânicos. Essas habilidades eventualmente formaram a base do que agora é chamado de escotismo, os fundamentos do Escotismo. Baden-Powell reconheceu que as guerras na África estavam mudando acentuadamente e o Exército Britânico precisava se adaptar; portanto, durante suas missões de reconhecimento conjuntas, Baden-Powell e Burnham discutiram o conceito de um amplo programa de treinamento em artesanato em madeira para homens jovens, rico em exploração, rastreamento, perícia e autossuficiência. Foi também durante essas missões de reconhecimento nas Colinas Matobo que Baden-Powell começou a usar seu chapéu de campanha, como o usado por Burnham. Mais tarde, Baden-Powell escreveu uma série de livros sobre o Escotismo, e até começou a treinar e fazer uso de meninos adolescentes, principalmente durante o Cerco de Mafeking, durante a Segunda Guerra dos Bôeres.

### Colonização britânica e início da segregação racial
A colonização britânica da Matabelelândia continuou e, em outubro de 1923, o território da Rodésia do Sul foi anexado ao Império Britânico. A colônia recebeu sua primeira constituição básica e as primeiras eleições parlamentares. Dez anos depois, a Companhia Britânica da África do Sul cedeu definitivamente seus direitos minerais para o governo do território por 2 milhões de libras esterlinas. A profunda recessão da década de 1930 deu lugar a um boom da imigração britânica no pós-guerra.
Após o início do autogoverno, uma questão importante na Rodésia do Sul era a posição dos colonos brancos e diante das populações matabeles e xonas. Os colonos brancos conseguiram promulgar várias legislações discriminatórias em relação à posse da terra. As Leis de Distribuição e Posse de Terras reservaram 45% da área da terra para propriedade exclusivamente de brancos. 25% foram designadas como "Terra Fiduciária Tribal".
Em 1965, o governo branco da Rodésia, liderado pelo primeiro-ministro Ian Smith, emitiu a Declaração Unilateral de Independência da Rodésia em relação à Grã-Bretanha — apenas o segundo estado a fazê-lo, sendo o outro os Estados Unidos em 1776. Inicialmente, este estado manteve sua lealdade à rainha Isabel II do Reino Unido como "Rainha da Rodésia", mas em 1970 até mesmo esse vínculo foi rompido e a Rodésia afirmou ser uma república independente. Isso não foi reconhecido por nenhum outro estado do mundo; legalmente, a Rodésia permaneceu uma colônia britânica.

### Regime de segregação racial da Rodésia
O governo branco da Rodésia não obteve reconhecimento internacional e enfrentou sérios problemas econômicos como resultado das sanções. Alguns estados, como a África do Sul sob regime do apartheid e Portugal sob regime fascista do Estado Novo — que manteve o território vizinho de Moçambique como colónia até 1975 —, apoiaram o governo da minoria branca da Rodésia. Em 1967, a União do Povo Africano do Zimbábue (ZAPU) iniciou uma longa campanha armada contra o governo de minoria branca da Rodésia no que ficou conhecido como a Guerra Civil da Rodésia. Os xonas, apoiados pela China, montaram uma frente de guerra separada, a União Nacional Africana do Zimbábue (ZANU), com bases no vizinho Moçambique.
O governo da Rodésia concordou com um cessar-fogo em 1979. Por um breve período, a Rodésia voltou ao status de colônia britânica, até o início de 1980, quando as eleições foram realizadas. O partido ZANU, liderado pelo líder xona da independência, Robert Mugabe, derrotou o popular candidato dos matabeles, Joshua Nkomo, do partido ZAPU, solidificando o domínio da etnia xona sobre o Zimbábue independente. Os estados originais de Matabelelândia e Maxonalândia passaram a existir como províncias do Zimbábue.

### Zimbábue
Após a independência em 1980, o Zimbábue inicialmente conseguiu um notável progresso econômico e social, mas as tensões entre os xonas e os matabeles começaram a surgir.

#### Genocídio deGukurahundi
Entre o início de 1983 e o final de 1987 ocorreu o Gukurahundi, uma série de assassinatos em massa contra o povo matabele realizado pelo Exército Nacional do Zimbábue. A Associação Internacional de Estudiosos do Genocídio estima que mais de 3 800 pessoas foram mortas e classificou os massacres como um genocídio.
No início de 1984, o exército interrompeu o fornecimento de alimentos na Matabelelândia e grande parte da população matabele sofreu falta de alimentos. Robert Mugabe e Joshua Nkomo finalmente reconciliaram suas diferenças políticas no final de 1987. As raízes da discórdia permaneceram, no entanto, e de algumas formas aumentaram à medida que o governo de Mugabe se tornou cada vez mais autocrático no século XXI.
No início da década de 1990, foi aprovada uma Lei de Aquisição de Terras, exigindo que o governo de Mugabe comprasse terras agrícolas comerciais de propriedade principalmente de brancos para redistribuição aos africanos nativos. Matabelelândia possuía as ricas planícies centrais, regadas por afluentes dos rios Zambeze e Limpopo, permitindo-lhe sustentar o gado e produzir consistentemente grandes quantidades de algodão e milho. Mas o programa de reforma agrária de Mugabe contra os latifúndios de propriedades dos brancos, sem os devidos investimentos em infraestrutura produtiva, tecnologia e assistência técnica causaram queda na produtividade, fuga de capitais, desemprego cada vez maior e hiperinflação.

#### Separatismo
Pessoas em Matabelelândia descreveram como genocídio os massacres da década de 1980 e insistem que pretendem ter os autores colocados em julgamento no Tribunal Penal Internacional em Haia.
Em 2006, o grupo separatista Partido da Liberdade da Matabelelândia (MFP) foi fundado por exilados que viviam em Joanesburgo, na África do Sul. O MFP busca um referendo para recuperar a independência de Matabelelândia, sob uma monarquia constitucional. O partido estabeleceu filiais em Bulavaio, Lupane e outros distritos de Matabelelândia.